# Comté de Missisquoi
Pour les articles homonymes, voir Missisquoi.
Le comté de Missisquoi était un comté municipal du Québec ayant existé entre 1855 et le début des années 1980. Le territoire qu'il couvrait fait aujourd'hui partie des régions de la Montérégie et de l'Estrie, et est compris dans les MRC de Brome-Missisquoi et une petite partie du Haut-Richelieu. Son chef-lieu était la ville de Bedford.

## Toponymie
Le terme « missisquoi » signifie en abénaqui «multitude d'oiseaux aquatiques».

## Municipalités situées dans le comté
- Bedford
- Cowansville
- Dunham
- Farnham
- Frelighsburg
- Notre-Dame-de-Stanbridge
- Noyan (anciennement Saint-Thomas-de-Foucault)
- Philipsburg (fusionné à Saint-Armand en 1999)
- Saint-Armand
- Sainte-Sabine
- Saint-Georges-de-Clarenceville
- Saint-Ignace-de-Stanbridge
- Saint-Pierre-de-Véronne-à-Pike-River
- Stanbridge East
- Sweetsburg (fusionné à Cowansville en 1964)
- Venise-en-Québec